# بروکساید ویلج (تگزاس)
بروکساید ویلج، تگزاس(به انگلیسی: Brookside Village, Texas) شهری در ایالت تگزاس از ایالات جنوبی ایالات متحده آمریکا است. 
در سرشماری سال ۲۰۰۰، جمعیت این شهر ۱٬۹۶۰ نفر اعلام شد.